# Marta Cubí Tudó
Marta Cubí Tudó   (Igualada, 6 de maig de 1985) és una exjugadora i entrenadora de futbol.
Cubí va iniciar la seva carrera futbolística al club de la seva ciutat, el CF Igualada, on va aconseguir la promoció la temporada 2001-02 a la Segona Divisió i va jugar l'any següent a la categoria de plata encara amb el club de la seva ciutat natal. La temporada 2002-03 fitxa pel RCD Espanyol on hi passa 6 temporades jugant a la Primera Divisió, on hi destaca el títol de màxima golejadora amb 32 gols a la temporada 2004-05. La següent temporada es guanya la Lliga i la Copa de la Reina. La temporada 2006-07 és màxima golejadora del seu equip juntament amb Adriana Martín (6 gols) a la Lliga de Campions.
A la finalització de la temporada 2008-09 on guanya la Copa, fou acomiadada i va fitxar la temporada següent pel FC Barcelona on hi passa una temporada. La temporada 2010-11 fitxa pel CE Sant Gabriel on hi juga tres temporades, també totes a la màxima categoria del futbol femení espanyol. La primera part de la temporada 2013-14 la disputa al Cerdanyola del Vallès FC a la Segona Divisió; mentre que la segona part és fitxada pel FC Levante Las Planas on hi jugarà aquella mitja temporada a Primera Divisió, i les dues següents a Segona Divisió.
Finalment, torna al club de la seva ciutat, el CF Igualada per jugar-hi dues darreres temporades a Segona Divisió. El 22 d'abril de 2018 juga el seu darrer partit.
Cubí va jugar partits amb la Selecció Espanyola els anys 2004 i 2005. Amb la Selecció Catalana va disputar partits amistosos i va guanyar el Campionat d'Espanya de Seleccions Autonòmiques sub-25 la temporada 2006-07.
Després de penjar les botes, Cubí continuarà lligada a l'Igualada sent entrenadora, fet que ja ha compaginat entrenant clubs com el FC Martinenc, Espanyol, el propi filial del CF Igualada o la selecció Catalana Sub-16.

## Palmarès
Clubs
- 5 Copes Catalunya de futbol femenina: 2005-06, 2006-07, 2007-08, 2008-09 i 2009-10
- 1 Lliga espanyola de futbol femenina: 2005-06
- 2 Copes espanyoles de futbol femenina: 2006 i 2009